# Caboclinho Sete Flexa

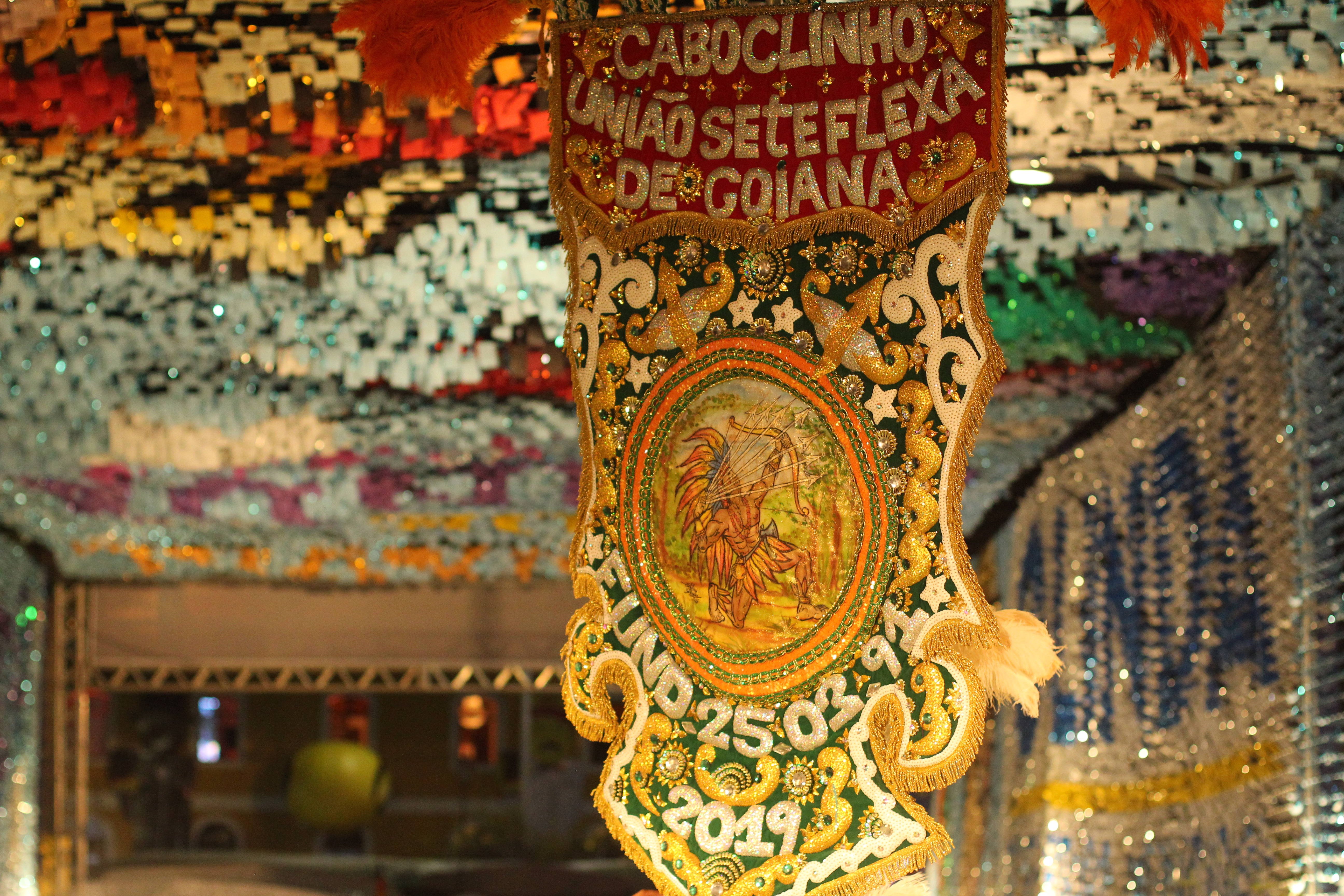
Caboclinho União Sete Flexas de Goiana‎

O Caboclinho Sete Flexas é uma vertente do caboclinhos, referindo-se a dois grupos distintos, o Caboclinho Sete Flexas de Recife e o Caboclinho União Sete Flexas de Goiana, ambos em Pernambuco.

## Caboclinho Sete Flexas de Recife
Caboclinho Sete Flexas foi fundado no dia 7 de setembro de 1971 pelo Mestre Alfaiate, no bairro de Água Fria.
Uma das tradições mais antigas do Brasil, o caboclinho reúne elementos da cultura cabocla em torno da memória e das referências dos povos indígenas e dos negros que habitaram e/ou ainda vivem em Pernambuco. Um dos seus principais representantes é o Caboclinho 7 Flexas.
Seu presidente, José Severino dos Santos, conhecido como Mestre Alfaiate, conta que a agremiação começou em um terreiro de Umbanda, na cidade de Maceió. Em 1970, o mestre retorna para Pernambuco e no dia 7 de setembro de 1971 funda o grupo na cidade do Recife, no bairro de Água Fria. O nome da agremiação é uma reverência ao Caboclo 7 Flexas, uma entidade da Umbanda. A tradição é mantida pela força familiar, sendo Paulinho, filho do fundador Mestre Alfaiate, um dos principais puxantes do grupo.
Considerado um dos mais tradicionais caboclinhos de Recife, o Caboclinho 7 Flexas se destaca pela forte marcação das pisadas, guiadas pelo compasso da preaca(arco-e-flecha de madeira). O grupo possui diversos CDs, desenvolve oficinas de caboclinhos e se apresenta no carnaval de Pernambuco. Fez parte, em 2004, do projeto “Um sopro de Brasil”, que integra um projeto maior, o "Memória Brasileira", com parcerias do SESC-São Paulo e da Petrobras. Também participou de diversos campeonatos de Carnaval e em eventos nacionais, em São Paulo, Minas Gerais, Rio de Janeiro e Bahia e de eventos internacionais, como em 2005 e 2006 quando viajou para se apresentar na França. O grupo recebeu o título de Patrimônio Vivo de Pernambuco em 2008.